# ريتشارد بلاكمور (لاعب كرة قدم)
ريتشارد بلاكمور (بالإنجليزية: Richard Blackmore)‏ هو لاعب كرة قدم بريطاني في مركز حراسة المرمى، ولد في 18 أكتوبر 1953 في برمنغهام في المملكة المتحدة. لعب مع نادي بريستول سيتي.